# Nicotiana sect. Noctiflorae
Nicotiana sect. Noctiflorae ist eine Sektion der Gattung Tabak (Nicotiana). Zu ihr werden sechs Arten gezählt.

## Beschreibung
Die Arten der Sektion Noctiflorae sind einjährige oder ausdauernde krautige Pflanzen oder kleine Bäume. Die Laubblätter sind sitzend oder gestielt, fein flaumhaarig bis klebrig behaart. Meist besitzen die Blätter einen weißlichen Farbstich. Der Blattrand ist oft unregelmäßig gekerbt oder gekräuselt.
Die Blüten öffnen sich entweder tagsüber oder in der Nacht. Die Krone ist radiärsymmetrisch, röhren- bis stieltellerförmig und kann rot, gelb oder weiß gefärbt sein. Die Kronröhre ist gerade oder zur Spitze hin verbreitert. Die Kronzipfel sind meist gerundet.
Die Chromosomenzahl beträgt n=12.

## Verbreitung
Die Arten sind in Südamerika verbreitet.

## Systematik
Zur Sektion Noctiflorae werden folgende Arten gezählt: 
- Nicotiana acaulis Speg.
- Nicotiana ameghinoi Speg.
- Nicotiana glauca Graham
- Nicotiana noctiflora Hook
- Nicotiana paa Mart. Crov.
- Nicotiana petuniodes (Griseb.) Millán

## Nachweise
- Sandra Knapp, Mark W. Chase und James J. Clarkson: Nomenclatural changes and a new sectional classification in Nicotiana (Solanaceae). In: Taxon, Band 53, Nummer 1, Februar 2004. S. 73–82.